# Chrysler Building
Chrysler Building – wieżowiec znajdujący się w Nowym Jorku w dzielnicy Midtown Manhattan. Ma 319 metrów wysokości i 77 pięter.
Jego budowa rozpoczęła się w 1928, a ukończona została w 1930 roku. Wieżowiec zaprojektowany został przez William Wan Alen, Reinhard, Hofmeister & Walquist. Wykonano go w stylu art déco. Gdy został ukończony przejął miano najwyższego budynku świata od The Trump Building oraz najwyższej zbudowanej przez człowieka konstrukcji od czasu ukończenia wieży Eiffla. Ceremonia otwarcia odbyła się 27 maja 1930.

## Opis
Chrysler Building jest jednym z symboli Nowego Jorku. Usytuowany jest przy skrzyżowaniu 42. ulicy i Lexington Avenue. Pierwotnie wybudowany został dla korporacji Chryslera, na zlecenie Waltera Chryslera. Obecnie jego współwłaścicielami są TMW Real Estate (75%) i Tishman Speyer Properties (25%). Był to pierwszy wieżowiec w historii, który przekroczył 1 000 stóp (305 m) wysokości. Został w 1931 roku wyprzedzony przez Empire State Building i obecnie jest na dziesiątym miejscu w Nowym Jorku (do 2009 roku był na drugim miejscu). Kosztował 15 mln dolarów.

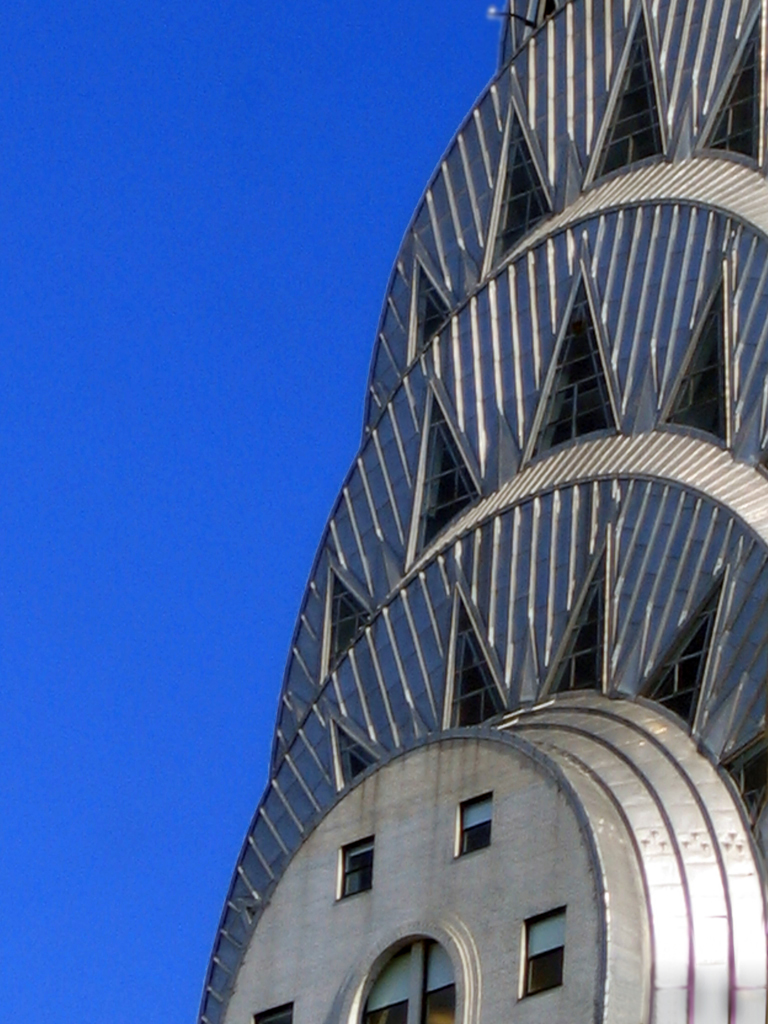
Szczegółowość wykonania ornamentów w stylu art déco na szczycie budowli

Chrysler Building jest znanym przykładem architektury art déco. Charakterystyczne ozdoby cechuje podobieństwo do elementów samochodów Chryslera. Lobby budynku jest, podobnie jak on sam, bardzo eleganckie. Pierwotnie wieżowiec posiadał taras widokowy, jednak po otwarciu Empire State Building i jego tarasu, został on zamknięty i zamieniono go w restaurację. Żadna z tych inwestycji nie była w stanie utrzymać się podczas wielkiego kryzysu. W końcu wcześniejszy taras zamieniony został w prywatną jadalnię, której nadano nazwę Cloud Club. Cloud Club był miejscem, gdzie ludzie mogli odpocząć, a w czasach prohibicji znajdował się tu sekretny pokój. Na drugim piętrze tego klubu Chrysler miał swoje prywatne pomieszczenia. Szczytowe piętra są użytkowane jedynie jako miejsce na radiową stację nadawczą i inny sprzęt mechaniczny i elektryczny.
Na szczycie budynku znajduje się oświetlenie zainstalowane podczas budowy. Przyjmuje ono różne barwy w zależności od nadarzających się okazji.
Budynek zwieńczony jest wykonaną z nierdzewnej stali iglicą. Wnętrze udekorowane jest egipskimi motywami, a sufit freskiem Edwarda Trumbulla zatytułowanym „Transport and Human Endeavor”, przedstawiającym budynki, samoloty i sceny z taśmy montażowej Chryslera.
Chrysler Building jest uznawany przez wielu fanów wysokich budynków za kwintesencję stylu wieżowca.W budynku są 3 862 okna. Stalowa struktura budynku waży 20 961 ton. Poza tym zużyto 397 881 nitów i 3 826 000 cegieł. Całkowita powierzchnia biurowa wynosi 111 201 m². W budynku kursują 32 windy.
Sylwetka Chrysler Building jest znana na całym świecie i była inspiracją dla innych wieżowców, jak np. One Liberty Place w Filadelfii.

## Historia

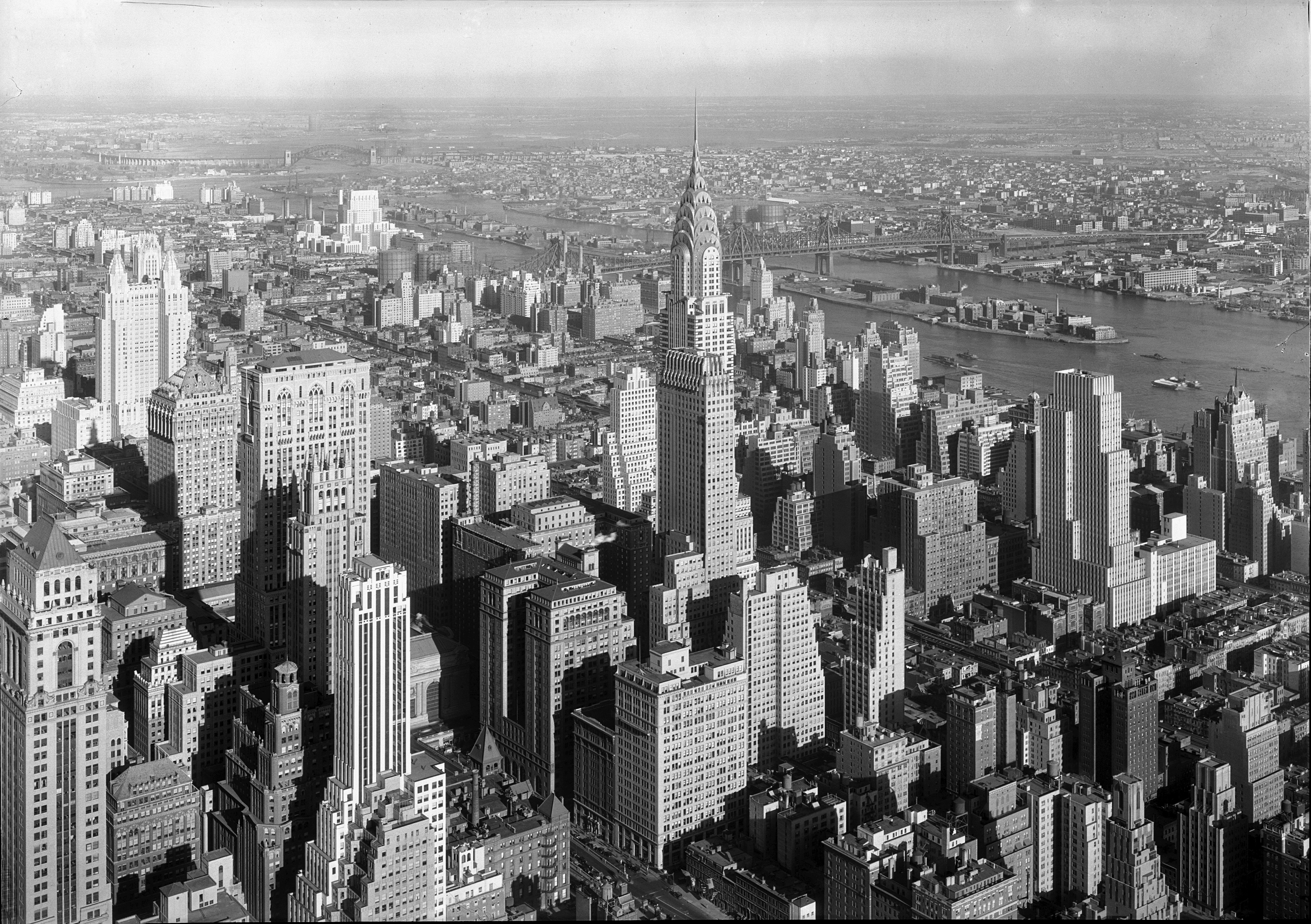
Chrysler Building w 1932 roku

W czasie gdy budynek był wznoszony, panował wyścig na wybudowanie najwyższego biurowca na świecie. Rozpoczęcie prac na miejscu budowy odbyło się 19 września 1928. Budynek był wznoszony w tempie 4 pięter tygodniowo. W pewnych momentach na budowie pracowało równocześnie 3000 osób. Podczas wznoszenia tego gmachu nie zginęła ani jedna osoba. Oryginalne plany nie były bardzo ambitne i zakładały wybudowanie małego biurowca.
Architekt William Wan Alen uzyskał wcześniej potajemne pozwolenie na budowę prawie 60-metrowej iglicy, która została wykonana w środku budynku. Iglica została wykonana z nierdzewnej stali „Nirosta” i wciągnięta na szczyt 23 października 1929, tym samym czyniąc Chrysler Building nie tylko najwyższym na świecie budynkiem, ale także najwyższą na świecie konstrukcją. Stal wybrana do iglicy to Krupp KA2 „Enduro”. Był to jeden z pierwszych wysokich budynków, w którym użyto do dekoracji fasady obróbki metalu. Van Alen i Chrysler cieszyli się tym jednak tylko niecały rok, dopóki nie został ukończony Empire State Building.
Niestety satysfakcja van Alena została stłumiona przez Waltera Chryslera, który oskarżył architekta o branie łapówek od podwykonawców i odmówił wypłaty jego honorarium. Ceremonia otwarcia odbyła się 27 maja 1930. Był to najwyższy budynek na świecie od 1930 do 1931 roku, kiedy to został przewyższony przez Empire State Building. Nadal jest najwyższym na świecie budynkiem zbudowanym z cegły. Gdy został ukończony odebrał wieży Eiffla tytuł najwyższej konstrukcji wzniesionej przez człowieka. Korporacja Chryslera przeniosła się i sprzedała budynek w połowie lat 50. Pomimo że Chrysler stracił kontrolę nad budynkiem, zachował on swoją oryginalną nazwę.

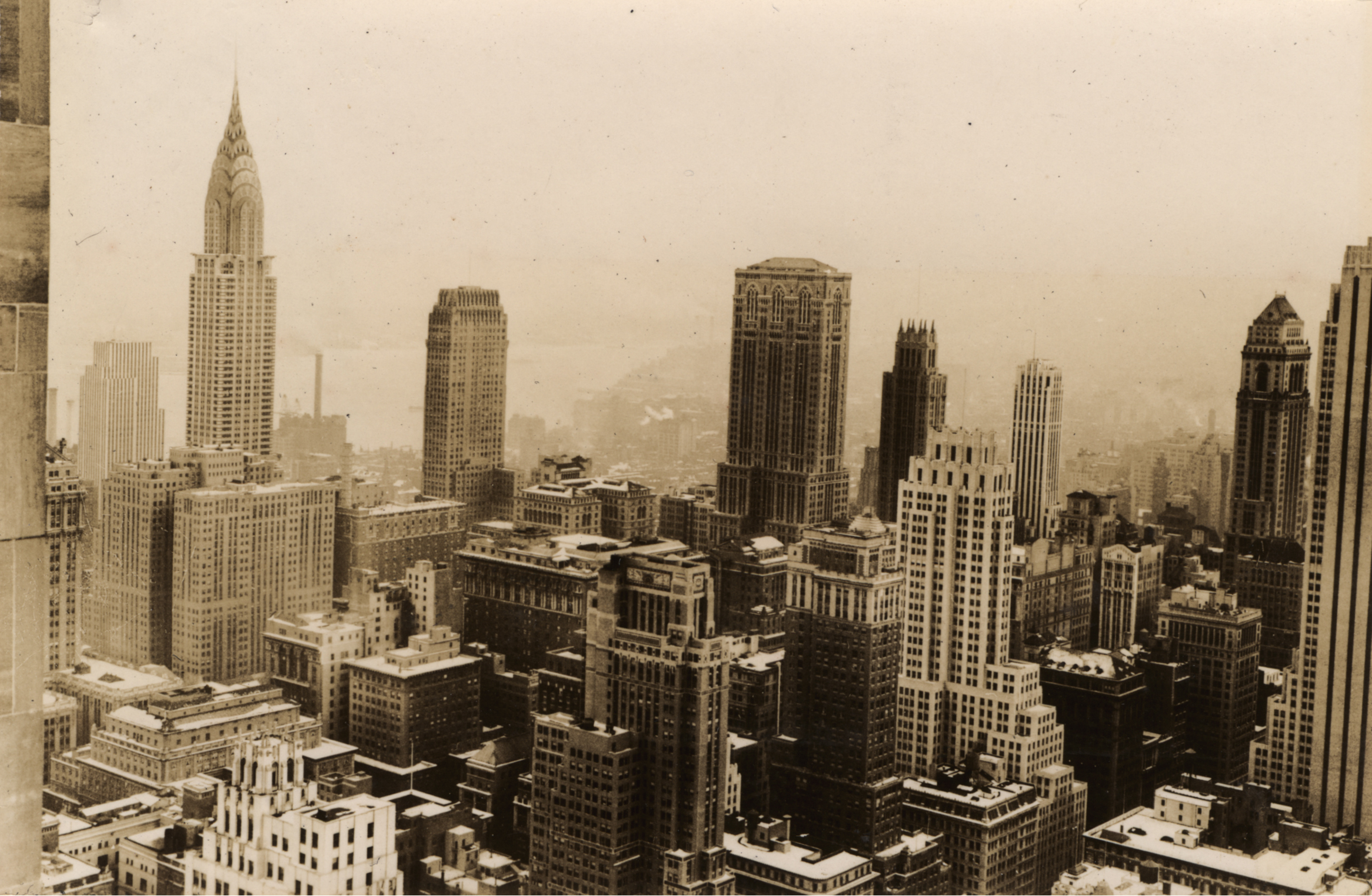
Dzielnica Midtown w 1935 roku widziana z Rockefeller Center, w tle Chrysler Building

W 1945 roku zamknięto taras widokowy, a Cloud Club spotkało to w latach 70. Najniższy poziom wynajmu biur miał miejsce podczas recesji wczesnych lat 70. Wynajęte było wtedy zaledwie około 17% całkowitej powierzchni biurowej. Gmach poddany został renowacji w 1978 roku, a renowacja iglicy zakończyła się w roku 1995.
W ostatnich latach gmach ten nie traci na popularności. W lecie 2005 roku nowojorskie Muzeum Wieżowców zapytało 100 architektów, budowniczych, krytyków, inżynierów, historyków itp. o to, które spośród 25 budynków w Nowym Jorku umieściliby na liście 10 ulubionych. Na ten budynek zagłosowało 90% respondentów umieszczając go na swojej liście.

## Odniesienia w kulturze masowej
- W serialu animowanym Spider-Man z 1994 r. budynek jest siedzibą szefa jednej z największych mafii w Nowym Jorku – Wilsona Fiska o pseudonimie Kingpin. Posiada tam biuro, mieszkanie i ogromne laboratorium z bardzo nowoczesnymi wynalazkami. Zatrudnia naukowców i inżynierów, tworzących wynalazki dające mu przewagę na konkurencyjnymi gangami. Pośród nich jest Alistaire Smythe i jego następca (po buncie i mutacji Smythe nie chciał już tam pracować). Fisk ma tam również ogromne podziemia, gdzie przechowywał zahibernowane ciało ojca swojego byłego naukowca. W kreskówce budynek przeżył klęskę. Zniszczył go Hobgoblin. Jednak do zawalenia budynku nie doszło. Kingpin zamierzał odbudować laboratorium (z nowym, lepszym naukowcem).